# 柳博維亞

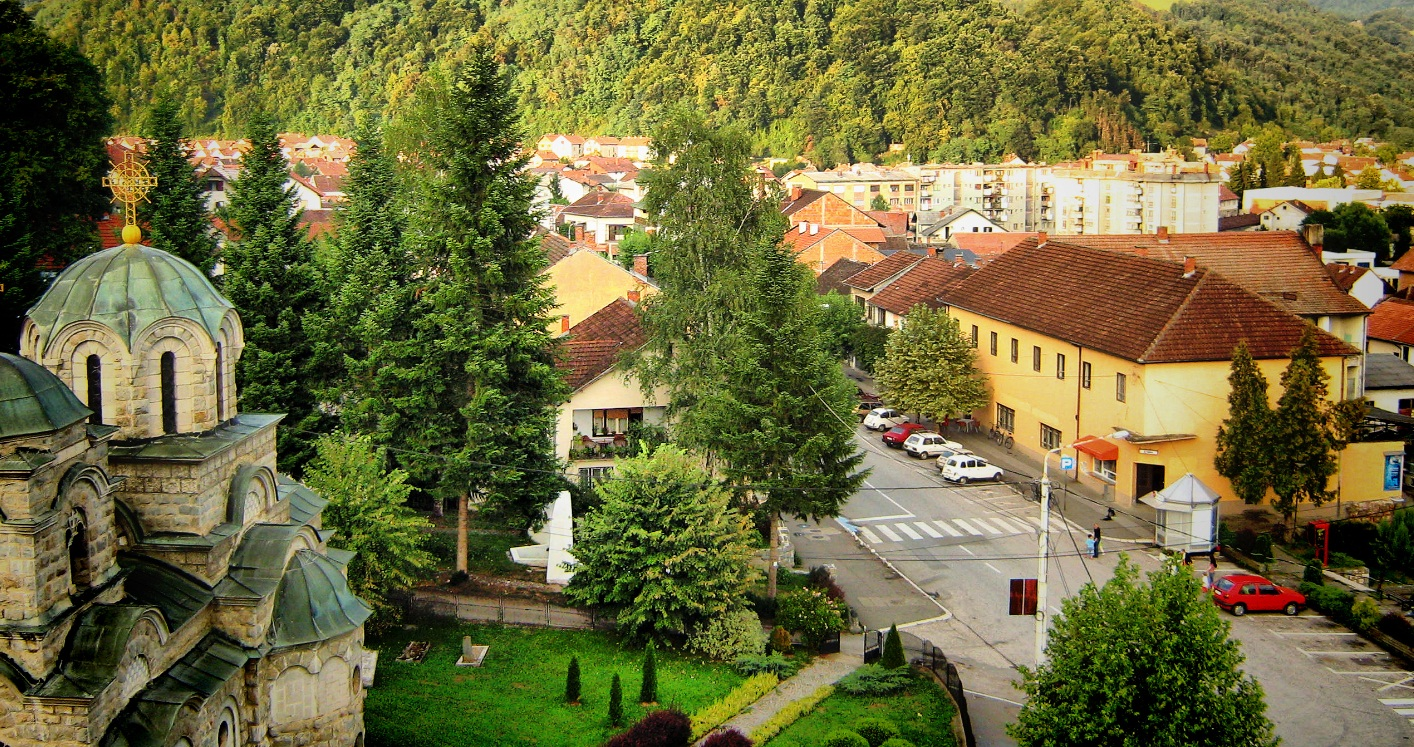

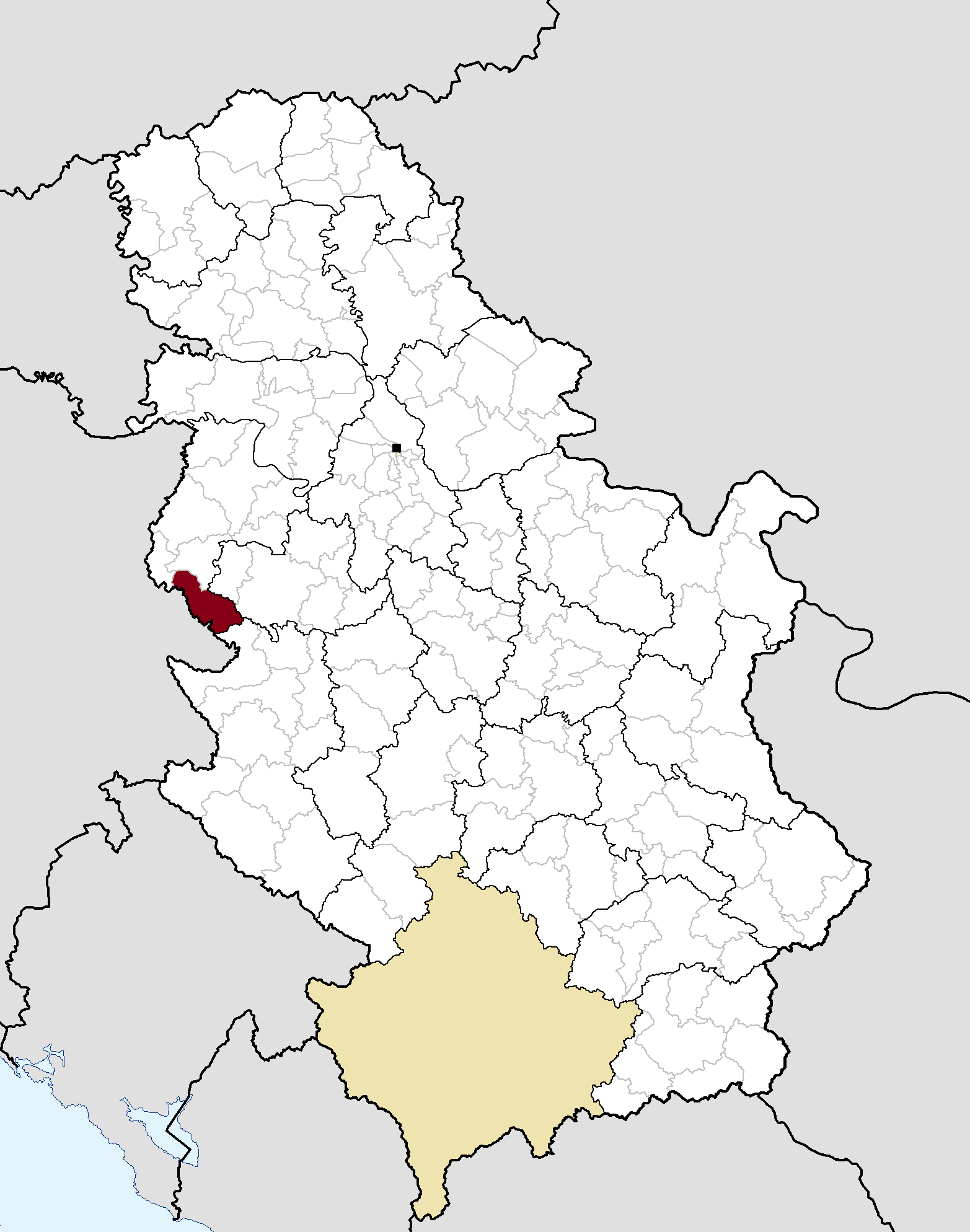

44°11′N 19°23′E / 44.183°N 19.383°E
柳博維亞，是塞爾維亞的城鎮，位於該國西北部，由馬切萬州負責管轄，面積356平方公里，海拔高度185米，2011年人口14,469，人口密度每平方公里41人。